# Ocrisiona parmeliae
Ocrisiona parmeliae är en spindelart som beskrevs av Zabka 1990. Ocrisiona parmeliae ingår i släktet Ocrisiona och familjen hoppspindlar. Inga underarter finns listade i Catalogue of Life.